# Dekanmè
Dekanmè ist eine Ortschaft und Arrondissement im Departement Atlantique in Benin. Es ist eine Verwaltungseinheit, die der Gerichtsbarkeit der Kommune Kpomassè untersteht.

## Demografie und Verwaltung
Gemäß der Volkszählung von 2013 hatte das Arrondissement 9977 Einwohner, davon waren 4836 männlich und 5141 weiblich.
Das Arrondissement Dekanme umfasst zwölf Dörfer:
1. Ahouango Agbidicomè
2. Ahouango Hinsocomè
3. Azizonkanmè
4. Foncomè
5. Glégbotonou
6. Houédjro
7. Houéyogbé
8. Kpago
9. Kpodji  Atingo
10. Kpodji Clotomè
11. Sèbo
12. Yèmè

## Persönlichkeiten
- Dieudonné Datonou (* 1962), Erzbischof